# Щёголев, Роман Викторович
Роман Викторович Щёголев (род. 20 апреля 1973 года) — российский пловец.

## Карьера
Тренировался в ленинградском «Экране», тренер — М. В. Горелик.
На чемпионате мира 1994 года выиграл две серебряные награды в эстафетах 4х100 метров и 4х200 метров.
Чемпион Европы 1995 года в эстафете 4х100 метров вольным стилем.
Окончил институт физкультуры им. П. Ф. Лесгафта, с 2005 года — на тренерской работе.